# Modlitwa Rosjan
Modlitwa Rosjan (ros. Молитва русских) – pierwszy oficjalny hymn Rosji, zatwierdzony jako hymn przez cara Aleksandra I w 1816, używany do 1833. Zastąpił do tej pory używany nieoficjalny hymn Niech rozgrzmiewa pieśń zwycięstwa! z 1791 r. Na hymnie tym wzorowano obowiązujący od 1833 do 1917 hymn Boże, Caria chrani!.

## Zarys historyczny i wersje hymnu[1]
Pierwszy raz pieśń ta została użyta jako (jeszcze wtedy nieoficjalny) hymn przy powitaniu imperatora Rosji na paradzie w Warszawie (która z częścią ziem polskich znalazła się pod rosyjskim władaniem w wyniku zwycięstwa w wojnie z Napoleonem) w roku 1816 (na rozkaz wielkiego księcia Konstantego, brata Aleksandra I). Melodia, nieznacznie zmieniona, pochodziła z hymnu brytyjskiego (God Save the King) a chór śpiewał słowa po rosyjsku. Muzyka wywarła na władcy duże wrażenie. Wydał on rozporządzenie aby wykonywać ją we wszystkich uroczystych chwilach.
Na wybór hymnu brytyjskiego jako podstawę hymnu rosyjskiego wpłynął prawdopodobnie fakt, że w tamtym okresie Rosja i Wielka Brytania były głównymi beneficjentami zwycięstwa w wojnie z Francją i hymn brytyjski był jednym z symboli tego zwycięstwa. Aleksander I, którego jednym z celów było zjednoczenie Europy w Święte Przymierze i zakończenie trapiących ją wojen, wybrał brytyjski hymn także na hymn Rosji jako symbol wspólnej sprawy i wspólnego zwycięstwa.
Przekładu słów pieśni God Save the King dokonał rosyjski poeta Wasilij Żukowski. Pierwsza redakcja tekstu pochodzi z roku 1815. Słowa w stosunku do słów angielskiego oryginału zostały znacznie zmienione. Nowa pieśń stała się rosyjskim hymnem pod nazwą "Modlitwa Rosjan". W roku 1816 dwie dodatkowe zwrotki dopisał Aleksandr Puszkin. W latach 1816–1818 Żukowski jeszcze kilka razy przerabiał tekst. W rezultacie końcowy tekst nie był już prawie wcale podobny do angielskiego oryginału.
Muzyka też uległa zmianom w stosunku do muzyki hymnu brytyjskiego. Nie jest znany kompozytor, który dokonał przeróbki muzyki. Uważa się, że mógł nim być Antonio Lacosta. Ostateczna redakcja tekstu i muzyki hymnu pochodzi z końca roku 1818.

## Tekst (początkowej wersji) hymnu
Słowa: Wasilij Żukowski
| Język rosyjski: Боже, Царя храни! Славному долги дни Дай на земли! Гордых смирителю, Слабых хранителю, Всех утешителю — Всё ниспошли! Перводержавную Русь православную Боже, храни! Царство ей стройное! В силе спокойное! Всё ж недостойное Прочь отжени! О, Провидение! Благословение Нам ниспошли! К благу стремление, В счастье смирение, В скорби терпение Дай на земли! | Transkrypcja polska: Boże, Caria chrani! Sławnomu dołgi dni Daj na ziemli! Gordych smiritielu, Słabych chranitielu, Wsiech utieszytielu — Wsio nisposzli! Pierwodierżawnuju Ruś prawosławnuju Boże, chrani! Carstwo jej strojnoje! W sile spokojnoje! Wsio ż niedostojnoje Procz otżeni! O, Prowidienije! Błagosłowienije Nam nisposzli! K błagu striemlenije, W sczastje smirienije, W skorbi tierpienije Daj na ziemli! |

## Końcowa redakcja tekstu z 1818[4]
Боже, Царя храни!

Славному долгие дни

Дай на земли.

Гордых смирителю

Слабых хранителю

Всех утешителю

Всё ниспошли!

Праводержавную

Русь Православную

Боже, храни!

Царство ей стройное

В силе спокойное

В скорби достойное

Дай на земли!

## Reminiscencje artystyczne
W dramacie Kordian w scenie I aktu III słowa Boże, zachowaj nam króla stary żołnierz przekręca na pochowaj nam króla, po czym wyjaśnia: Pod Maciejowicami ogłuchłem od kuli.